# Махачкалинська єпархія
Махачкалинська єпархія (рос. Махачкалинская епархия) — єпархія Російської православної церкви на території республік Дагестан, Інгушетія та Чечня. Кафедральний собор — Свято-Успенський кафедральний собор у місті Махачкала. Керуючий: єпископ Махачкалинський і Грозненський Варлаам (Пономарьов).

## Історія
Історично територія єпархії входила до складу Астраханської єпархії. Після утворення 1842 року Ставропольської єпархії територія нинішньої Махачкалинськой єпархії увійшла до її складу. З 28 грудня 1998 територія Дагестану увійшла до складу Бакинської і Прикаспійської єпархії. 22 березня 2011 р. Дагестан, Чечня та Інгушетія увійшли до складу Владикавказької і Махачкалинської єпархії.
Рішенням Священного Синоду від 26 грудня 2012 була утворена самостійна Махачкалинська єпархія, виділена зі складу Владикавказької єпархії, з центром у Махачкалі і з включенням до її складу парафій та монастирів у республіках: Дагестан, Інгушетія, Чечня. З 27 січня 2013 р. єпархією управляє єпископ Варлаам (Пономарьов).

## Благочиння
Ділиться на 6 благочинь:
1. Махачкалинське — ієромонах Іоанн (Анісімов)
2. Грозненське — ієрей Григорій Куценко
3. Кизлярське — ієрей Димитрій Антонніков
4. Слепцовське — ієрей Сергій Мальцев
5. Наурське — ієромонах Амвросій (Марченко)
6. Благочиння церков Тарумовского округу — архімандрит Антоній (Данилов)

## Храми і монастирі

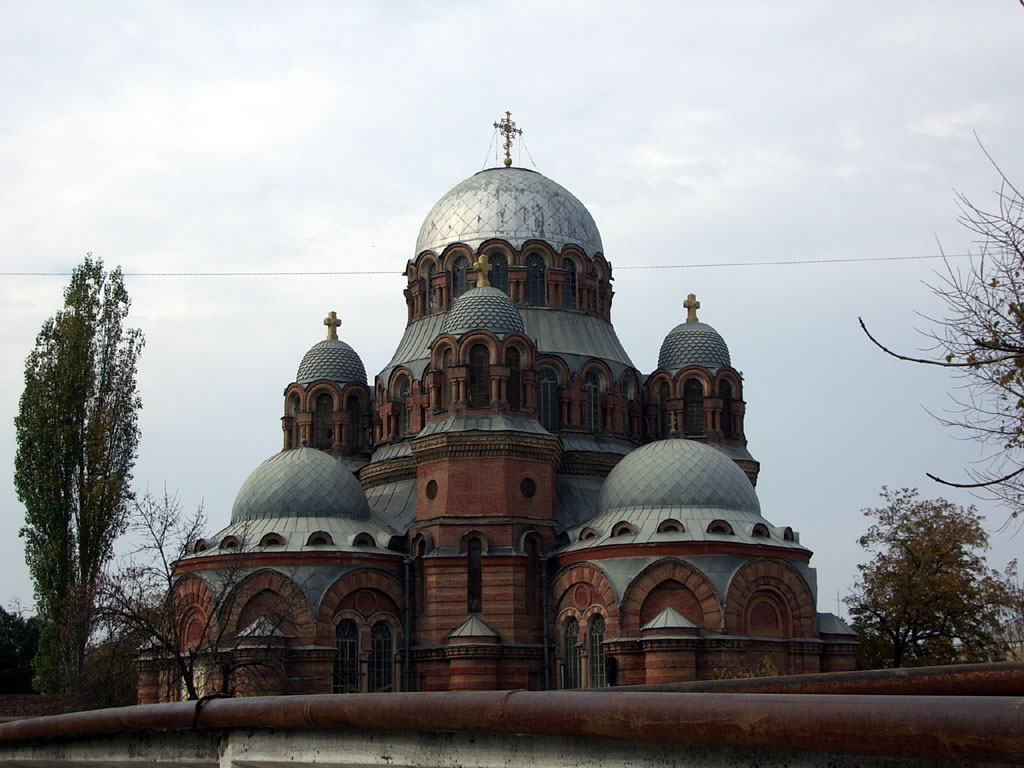
Знам'янський собор, м. Хасав'юрт

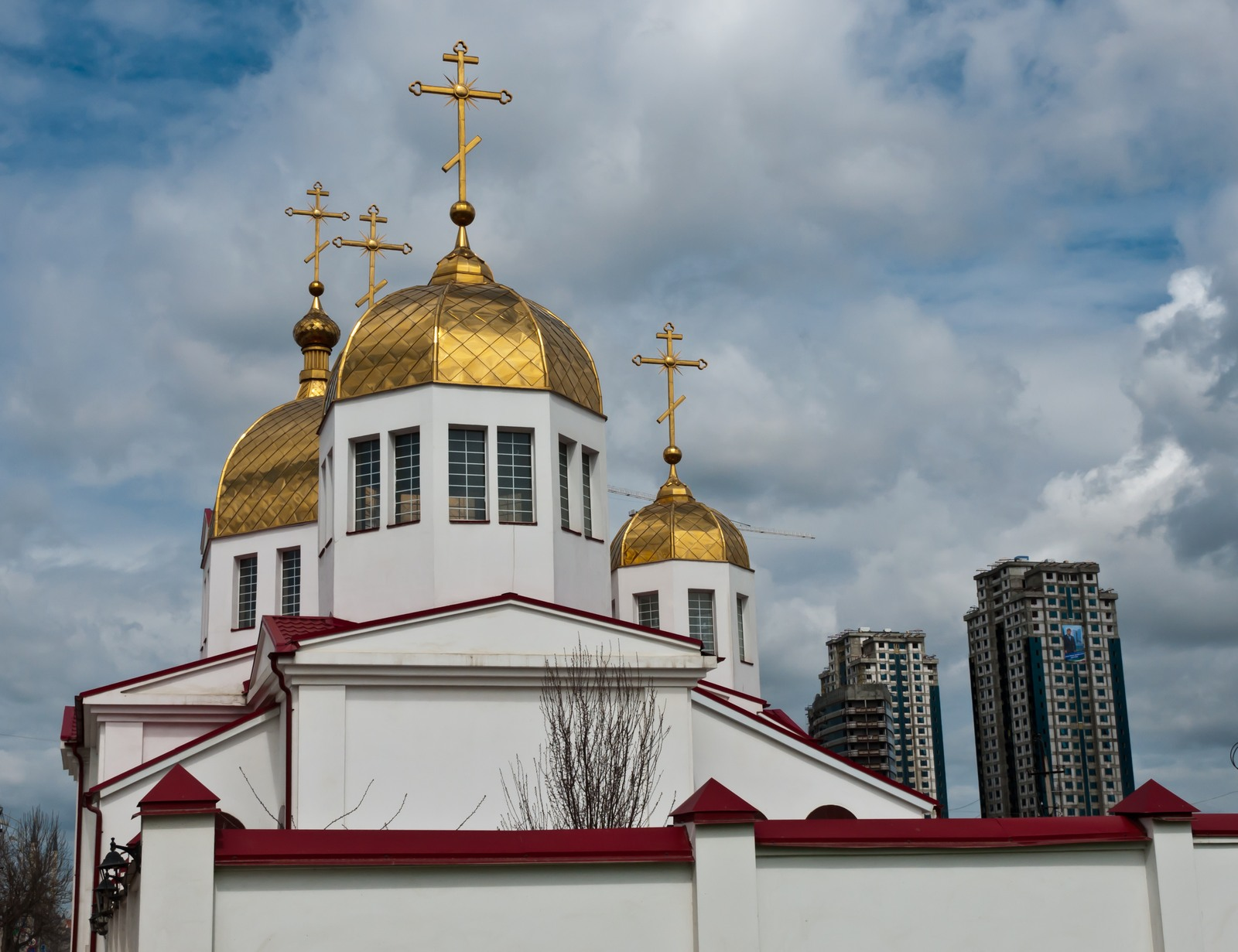
Храм Михайла Архангела, м. Грозний

### Махачкалинське благочиння
Махачкалинське благочиння об'єднує храми на території Дагестану. Межі благочиння збігаються з межами Республіки Дагестан за винятком північної, яка проходить по річці Сулак.
- Свято-Успенський кафедральний собор — м. Махачкала.
- Знам'янський собор — м. Хасав'юрт.
- Церква Казанської Божої Матері — м. Каспійськ.
- Церква Покрови Пресвятої Богородиці — м. Дербент.
- Церква преподобного Серафима Саровського — м. Ізбербаш.
- Каплиця Олександра Невського — с. Ахти.
- Каплиця Олександра Невського — с. Буйнакськ.
- Храм на честь святого благовірного великого князя Дмитра Донського — с. Арані (будується).
- Храм-кімната на честь ікони «Торжество Пресвятої Богородиці» Порт-Артурська — с. Ботліх.

### Грозненське благочиння
Грозненське благочиння об'єднує храми на території Чечні за винятком Наурського та Шелковського районів.
- Церква Архангела Михайла — м. Грозний.
- Церква Дмитра Донського — с. Ханкала.
- Церква Миколи Чудотворця — ст. Ассиновська (не діє).

### Кізлярське благочиння
Кізлярське благочиння об'єднує храми на території Кізлярського району. Має 5 храмів, 1 каплицю і 1 монастир.
- Храм святого великомученика Георгія Побєдоносця — м. Кізляр.
- Церква Святителя і Чудотворця Миколи — м. Кізляр.
- Каплиця на честь ікони Божої Матері «Стягнення загиблих» — м. Кізляр.
- Церква Казанської Божої Матері — с. Комсомольський.
- Церква Святителя і Чудотворця Миколая — с. Крайновка.
- Церква Святителя і Чудотворця Миколая — с. Брянськ.
- Каплиця на честь святих Царствених Страстотерпців — ст. Олександрійська.

### Слепцовське (Магасьске) благочиння
- Церква Покрова Пресвятої Богородиці — ст. Орджонікідзевська.

### Наурське благочиння
Наурське благочиння об'єднує храми Наурського та Шелковського районів Республіки Чечня.
- Церква ікони Божої Матері «Всіх скорботних Радість» — ст. Наурська.
- Церква Різдва Христового — ст. Наурська (будується).
- Церква ікони Божої Матері «Всіх скорботних Радість» — ст. Іщерська.
- Церква святої великомучениці Варвари (ст. Шелковська) — ст. Шелковська.
- Каплиця Святої Трійці — ст. Червленого.

### Благочиння церков Тарумовського округу
Благочиння церков Тарумовського округу утворено 15.11.2011 з частини території Махачкалинського і Кизлярського благочинь. Об'єднує храми на території Тарумовського, Ногайського, Бабаюртовського та Кізілюртовського районів Дагестану.
- Церква Миколи Чудотворця — с. Кочубей.
- Церква Андрія Первозванного — с. Тарумовка.
- Церква Різдва Пресвятої Богородиці — м. Талівка.
- Церква Петра і Павла — м. Коктюбей.
- Каплиця Олександра Невського — м. Тереклі-Мектеб.

## Монастирі
- Хрестовоздвиженський[ru] (жіночий; Кізляр).
- Ново-Синайський монастир (чоловічий; Сунжа).